# Барбаризам
Барбаризам је први студијски албум српске фолк певачице Барбаре Бобак, издат за издавачку кућу Two louder. Албум је објављен у два дела Акт1 (четири песме) постао је доступан 4. децембра 2023. године на стриминг платформама, а Акт2 (пет песама) објављен је 15. маја 2024. За све песме снимљени су музички спотови објављени на јутјуб каналу продуцентске куће.

## Списак песама
| №  | Назив           | Текст                      | Музика                     | Трајање |  |
| 1. | Барбаризам      | Дејан Костић               | Дејан Костић               | 3:00    |  |
| 2. | Параноја        | Мерсад Хаџић               | Дејан Костић               | 2:55    |  |
| 3. | Лажеш ме љубави | Мерсед Хаџић               | Мерсед Хаџић               | 2:38    |  |
| 4. | Прва            | Мерсед Хаџић               | Мерсед Хаџић, Дејан Костић | 4:17    |  |
| 5. | Едип            | Мерсед Хаџић               | Мерсед Хаџић, Дејан Костић | 3:30    |  |
| 6. | Хаос            | Мерсед Хаџић, Дејан Костић | Мерсед Хаџић               | 3:16    |  |
| 7. | Алармантно      | Мерсед Хаџић               | Мерсед Хаџић, Дејан Костић | 3:26    |  |
| 8. | Слабији         | Раде Раказов               | Марко Дрежњак              | 3:21    |  |
| 9. | Скотина         | Александра Милутиновић     | Александра Милутиновић     | 3:32    |  |